# Echinopsis atacamensis
Echinopsis atacamensis (Phil.) H.Friedrich & G.D.Rowley – gatunek kaktusa rosnącego w Chile, Argentynie i Boliwii. Ma zastosowanie w budownictwie i wytwórstwie mebli. Nazwa pochodzi od pustyni Atakama, na której występuje.

## Morfologia
Echinopsis atacamensis jest wysokim kaktusem kolumnowym, czasami tworzy odgałęzienia, przypominając drzewo. Dorasta 10 m wysokości, a jego łodyga osiąga 70 cm w przekroju. Wytwarza od 20 do 30 żeber i areole z 50-100 kasztanowymi w barwie cierniami, z których najdłuższe mierzą do 30 cm. Różowo-białe kwiaty mierzą 14 cm, leżą po bokach łodygi. Ciemnozielone, jadalne owoce gęsto pokrywają włoski sięgające długością 5 cm.

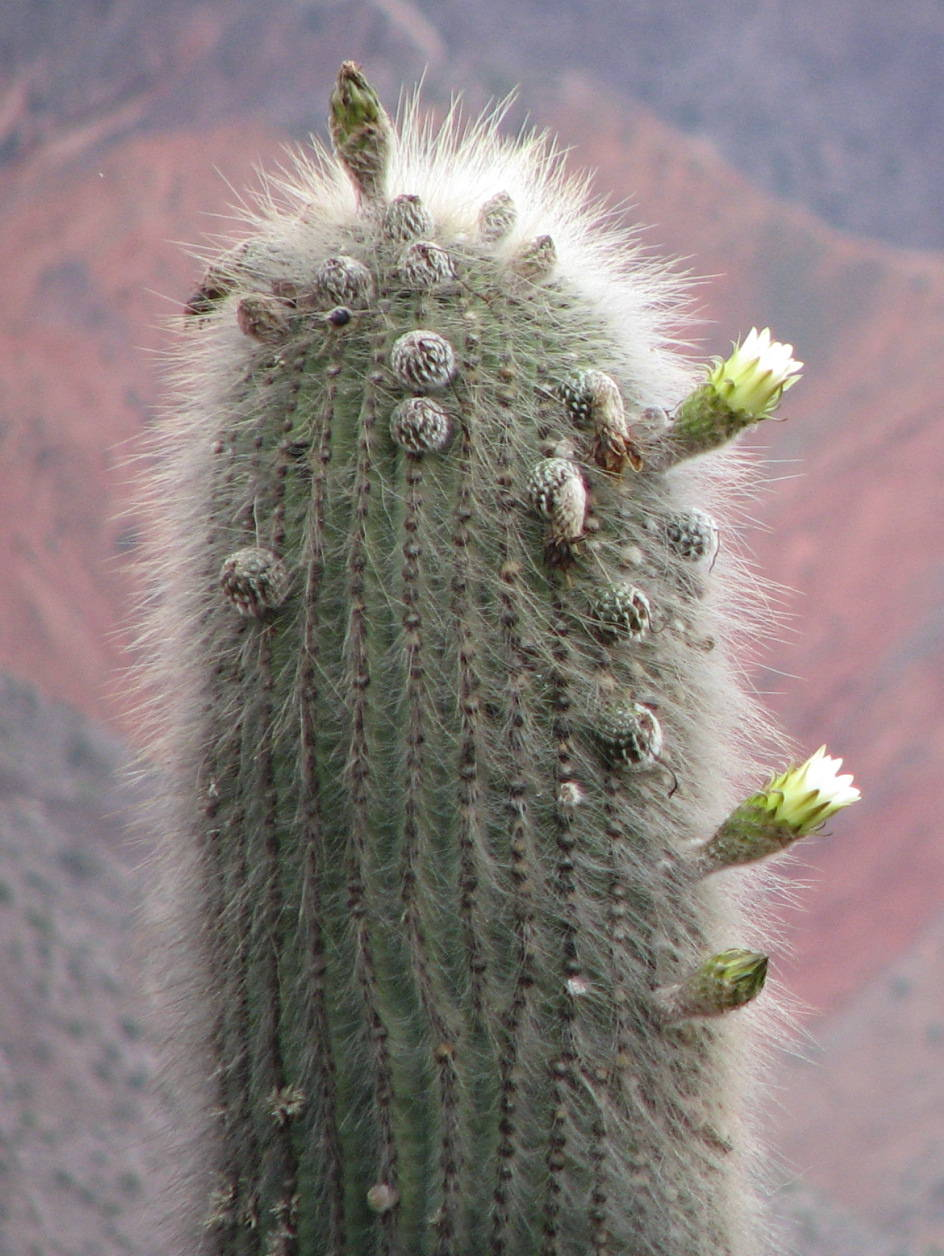
Kwitnąca łodyga

## Systematyka
Echinopsis atacamensis został pierwotnie opisany przez Rodolfo Philippiego jako pałczak Cereus atacamensis w 1860. Klasyfikowany był w licznych rodzajach, jak Trichocereus czy Helianthocereus, w końcu Helmo Friedrich i Gordon Rowley umieścili go w Echinopsis w 1974.
Wyróżnia się 2 podgatunki. E. a. pasacana często jest rozgałęziony i osiąga do 10 m wysokości, spotyka się go w Argentynie i Boliwii. E. a. atacamensis zazwyczaj się nie rozgałęzia, i osiąga do 6 m wysokości. Występuje w Chile.